# Congolaiske
Een congolaiske is een praline met een ruitvorm die gevuld is met botercrème tussen twee koekjes. Ze worden enkel en alleen in de regio Antwerpen verkocht door de beperkte houdbaarheid.
Ze werden als eerste gemaakt door de Nederlander Hendrik Luikens die in 1912 in Hove kwam wonen. In die tijd werd in België gediscussieerd over de toekomst van de kolonie Congo. Het recept werd later overgenomen door de familie Dilens, die het in 2004 weer doorverkocht aan Dieter Van de Broeck. De congolaiskes worden met de hand gemaakt, maximaal 7000 stuks per dag.